# Кочежгурт
Кочежгурт — деревня в составе Тыловыл-Пельгинского сельского поселения Вавожского района Удмуртии.
Расположена на левом берегу Пинжанки (приток Кылта) вблизи устья, в 24 км к юго-западу от Вавожа.
| 2010 | 2012 |
| ---- | ---- |
| 0    | →0   |

## Известные уроженцы и жители
В селе родился удмуртский детский поэт Филипп Григорьевич Александров.